# Carnwath River
Der Carnwath River ist ein 350 km langer linker Nebenfluss des Anderson River in den kanadischen Nordwest-Territorien.

## Verlauf
Der Carnwath River bildet den Abfluss des Tadek Lake, etwa 40 km westlich von Colville Lake. Er fließt in überwiegend nordnordwestlicher Richtung durch die Tundra-Landschaft und nimmt dabei die Nebenflüsse Iroquois River und Wolverine River von links auf. Im Unterlauf wendet sich der Fluss nach Osten. Der Andrew River trifft von rechts auf den Carnwath River. Schließlich mündet der Carnwath River linksseitig in den Anderson River. Das Einzugsgebiet des Carnwath River umfasst etwa 21.500 km². Der mittlere Abfluss beträgt unweit seiner Mündung am Pegel unterhalb des Andrew River 47 m³/s.
Der Fluss ist nach der schottischen Ortschaft Carnwath benannt.